# Tonabnehmerwaage

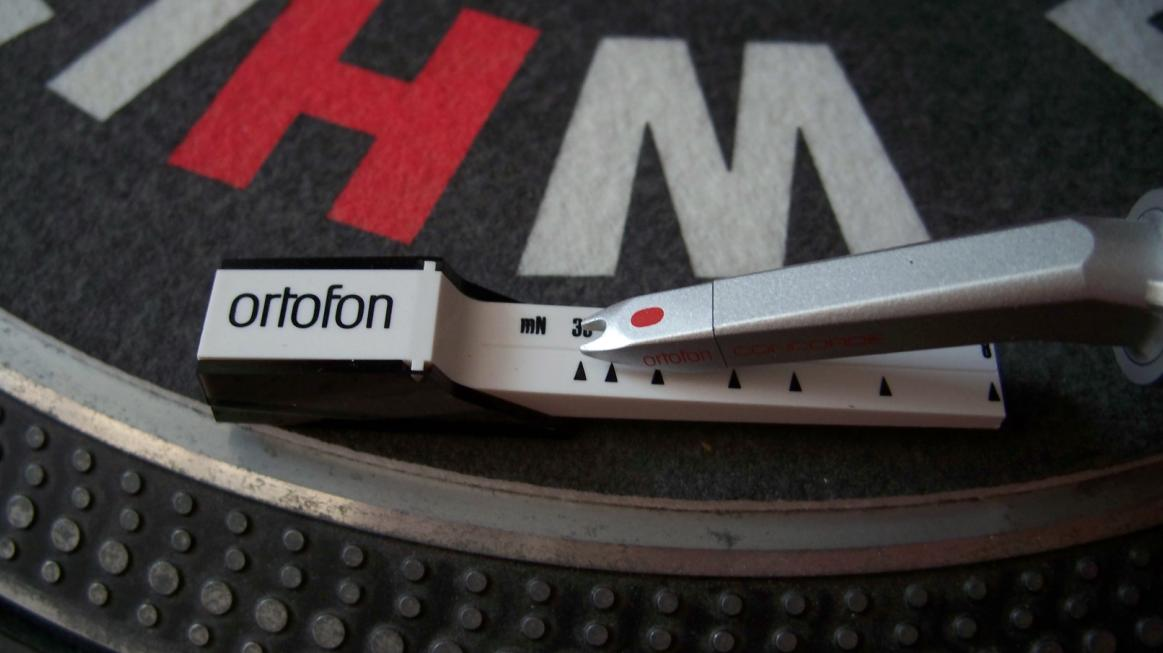
Tonabnehmerwaage mit aufliegendem Tonabnehmer/Nadel

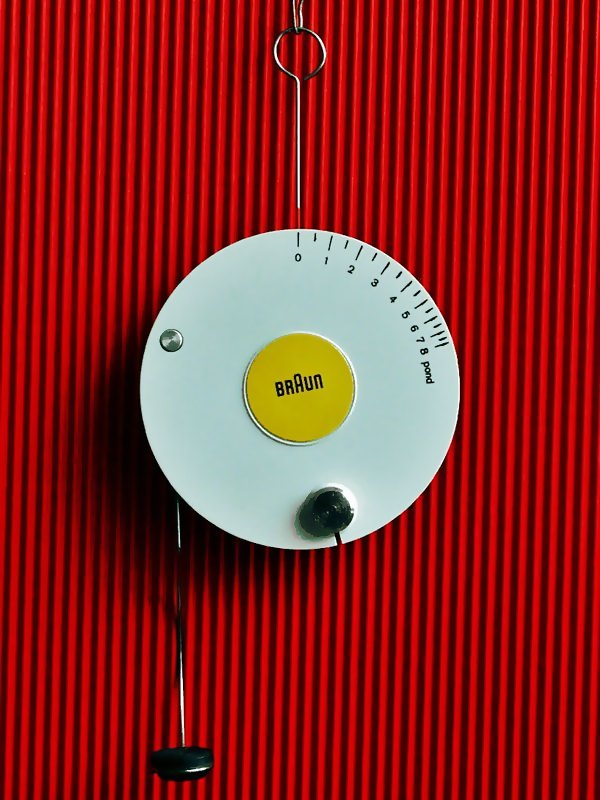
Tonabnehmerwaage, Design von Dieter Rams

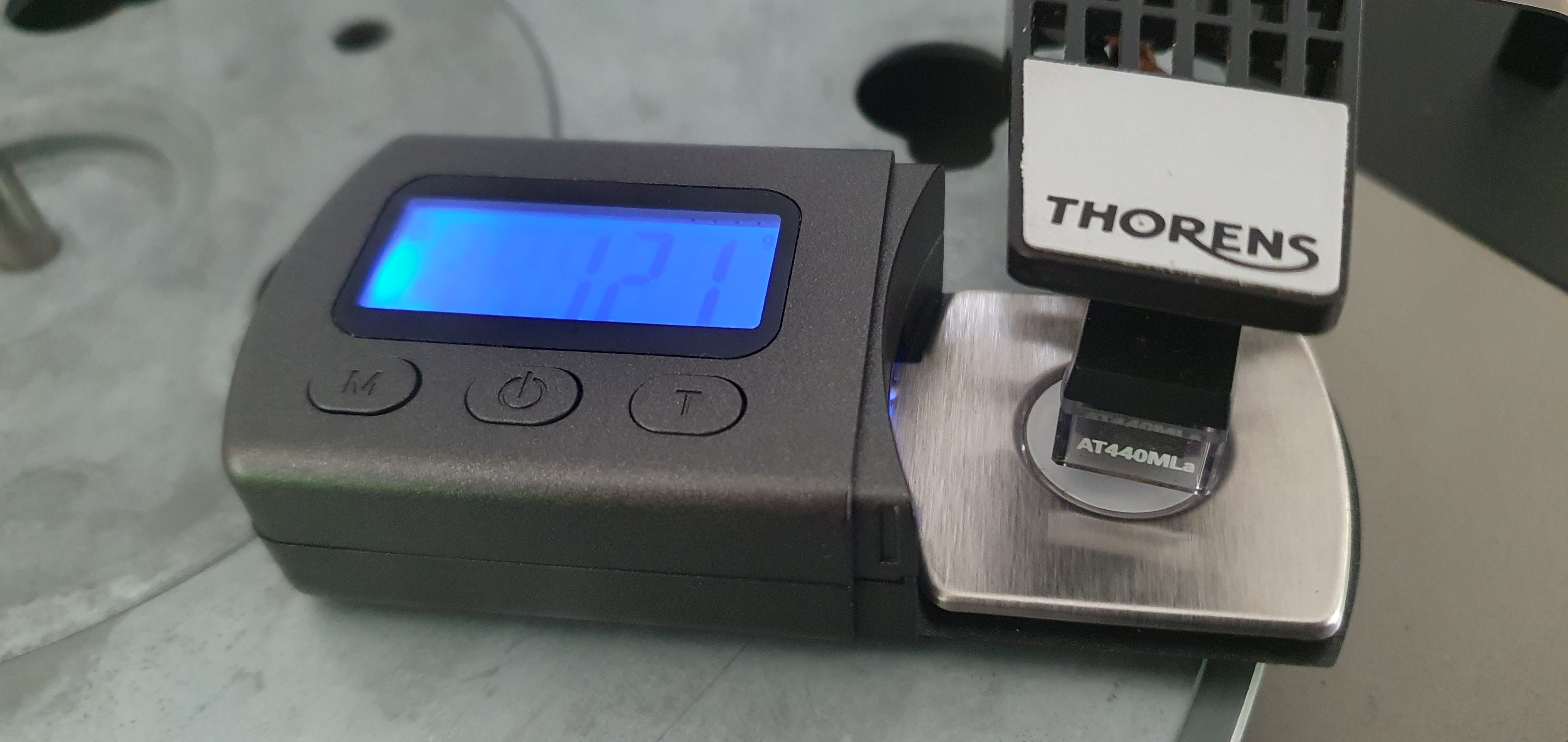
Digitale Tonabnehmerwaage mit aufliegendem Tonabnehmer/Nadel

Als Tonabnehmerwaage oder kurz Tonarmwaage bezeichnet man eine Waage, mit Hilfe dessen die Auflagekraft eines Tonabnehmers auf eine Schallplatte gemessen werden kann.
Sie dient zum Einstellen der Auflagekraft oder Auflagegewichts eines Tonabnehmers in der Maßeinheit Gramm (Einheitenzeichen g). Teilweise wird die Auflagekraft in der Einheit Millinewton (mN) angegeben. Die Hersteller von Tonabnehmersystemen geben einen empfohlenen Bereich der Auflagekraft an.  
Die Auflagekraft des Tonabnehmers ist wichtig, damit die Nadel den Modulationen der Flankenschrift genau folgen kann. Bei zu geringer Auflagekraft kann sich der Tonabnehmer von der Schallplattenrille lösen, was zu Verzerrungen führt. Zu hohe Auflagekraft führt zu erhöhtem Verschleiß von Nadel und Schallplatte. 

## Ermitteln der benötigten Auflagekraft
Die typische Auflagekraft eines Moving Magnet (MM) oder Moving Coil (MC) -Tonabnehmers liegt zwischen 1,5 g und 3,0 g. Jeder Hersteller macht Angaben zur optimalen Auflagekraft. Eine Sonderform von MC-Tonabnehmern sind SPU-Tonabnehmer (Stereo Pick Up), auch „Tondosen“ genannt. Bei SPU-Tonabnehmern wird eine etwas höhere Auflagekraft vorgegeben (z. B. 2,5 – 3,6 g).

## Typen von Waagen
- Mechanische Balkenwaagen zur Bestimmung der Auflagekraft
- Elektronische oder digitale Waagen (sind allgemein am einfachsten zu bedienen)
- Federwaagen mit entsprechend genauem Messbereich in Gramm (alternative Lösung, benötigt einen eigenen Messaufbau).

## Messaufbau
Für eine exakte Messung muss die Nadelspitze in der Höhe gemessen werden, in der sich die Schallplatte normalerweise beim Abspielen befindet. Die Waage wird auf den Plattenteller gesetzt und der Tonarm mit dem Tonabnehmer auf den dafür vorgesehenen Punkt langsam abgesenkt, bis die Tonabnehmernadel auf der Waage aufliegt. Dabei ist darauf zu achten, dass der Messaufbau stabil ist, um die Tonabnehmernadel nicht zu beschädigen.

## Praxis
- Das Material der Waage darf nicht magnetisch sein. Der Magnet des Tonabnehmers reagiert sonst mit der Waage und verfälschen damit das Messergebnis.
- Beim Einschalten einer elektrischen oder digitalen Waage sollte eine automatische Kalibrierung der Nullstellung erfolgen.
- Die Genauigkeit der gemessenen Werte kann mit kleinen Referenzgewichten überprüft werden.
- Spezielle Test- und Messschallplatten helfen auf reinem akustischem Weg bei der Überprüfung der eingestellten Auflagekraft[4].